# Linda Watkins
Linda Watkins (Boston, 23 maggio 1908 – Los Angeles, 31 ottobre 1976) è stata un'attrice statunitense.

## Biografia
Dal 1924 studiò recitazione a New York, lavorando contemporaneamente nel'’ufficio del regista e produttore teatrale Charles Hopkins. Già alla fine del 1926 esordì a Broadway nella commedia The Devil In The Cheese, con Fredric March e Catherine Doucet, che tenne il cartellone per sei mesi. Da allora e fino al 1931 fu un susseguirsi di recite, tra le quali i drammi di Ibsen L'anitra selvatica, Hedda Gabler e La donna del mare.
Sotto contratto con la Fox, debuttò nel cinema nel 1931 con la commedia Sob Sister, con James Dunn e Minna Gombell, seguita da Good Sport con John Boles e Greta Nissen, ma dopo soltanto altri quattro film, nel 1933 tornò a Broadway. Nel gennaio del 1932 aveva sposato l'avvocato Gabriel Hess, dal quale aveva avuto il figlio Adam (1932-1969). Rimase vedova nel 1940.
Dal 1957 al 1974 tornò a recitare parti secondarie in alcuni film, ma ebbe soprattutto un'intensa attività in televisione, partecipando a molte popolari serie, come Carovane verso il West, Death Valley Days, How to Marry a Millionaire, Il tenente Ballinger, Alfred Hitchcock presenta, Peter Gunn,  Perry Mason, David Niven Show, The Adventures of Jim Bowie, Gunsmoke,  I mostri, il Doris Day Show, McMillan e signora. Una famiglia americana, Bonanza e altre ancora.

## Filmografia

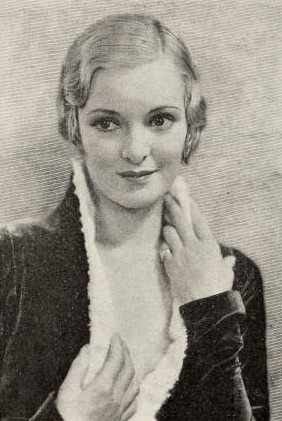
Nel film Sob Sister

### Cinema
- Sob Sister (1931)
- Good Sport (1931)
- Charlie Chan's Chance (1932)
- Cheaters at Play (1932)
- La rosa del Texas (1932)
- Playthings of Desire (1933)
- From Hell It Came (1957)
- Going Steady (1958)
- Un pugno di polvere (1958)
- Noi giovani (1958)
- Cash McCall (1960)
- Because They're Young (1960)
- Il cowboy con il velo da sposa (1961)
- Scusa, me lo presti tuo marito? (1964)
- Huckleberry Finn (1974)

### Televisione
- General Electric Theater – serie TV, episodi 6x14-7x15-8x30 (1958-1960)
- David Niven Show (The David Niven Show) – serie TV, episodio 1x06 (1959)
- Peter Gunn – serie TV, episodi 1x23-3x33 (1959-1961)
- Indirizzo permanente (77 Sunset Strip) – serie TV, 5 episodi (1959-1963)
- Gunsmoke – serie TV, 6 episodi (1959-1973)
- Johnny Staccato – serie TV, episodio 1x16 (1960)
- I detectives (The Detectives) – serie TV, episodio 1x23 (1960)
- Thriller – serie TV, 3 episodi (1960-1962)
- Hawaiian Eye – serie TV, episodi 1x25-2x08-3x23-4x15 (1960-1963)
- Surfside 6 – serie TV, episodio 1x30 (1961)
- The Investigators – serie TV, episodio 1x12 (1961)
- The New Breed – serie TV, episodio 1x32 (1962)
- I giorni di Bryan (Run for Your Life) – serie TV, episodio 1x11 (1965)
- Io e i miei tre figli (My Three Sons) – serie TV, episodi 6x09-6x16 (1965-1966)
- Agenzia U.N.C.L.E. (The Girl from U.N.C.L.E.) – serie TV, episodio 1x05 (1966)
- Bonanza – serie TV, episodio 11x17 (1970)